# Lijst van wachtposten aan de spoorlijn Aken - Maastricht
Dit is een onvolledige numeriek oplopende Lijst van wachtposten aan de Spoorlijn Aken - Maastricht. Een wachtpost was een huisje waarin de overwegwachter woonde. Hij of zij opende en sloot de overwegbomen wanneer er een trein passeerde. 
Alle huisjes zijn vermoedelijk omstreeks 1853 naar een standaardontwerp door de Aken-Maastrichtsche Spoorweg-Maatschappij gebouwd. Omstreeks de jaren '50 werden er veel huisjes gesloopt, omdat de overwegen automatisch bediend gingen worden en omdat er veel overwegen opgeheven werden. Daardoor verdween de oorspronkelijke functie van de huisjes. Er zijn enkele bewaard gebleven.
Wanneer er achter de straatnaam een kruisje staat, wil dat zeggen dat de oorspronkelijke straatnaam en/of overgang waaraan het huisje lag niet meer bestaat. Op deze plek staat dan de straatnaam aangegeven die ongeveer op de plek van het oude huisje ligt. Ook kan het zijn dat de oorspronkelijk overgang tegenwoordig vervangen is door een tunnel of viaduct.
| Wachtpost | Straat                                   | Plaats        | Bouwjaar | Opgeheven  | Sloopjaar    | Extra informatie                                                                          | Coördinaten                   | Afbeelding |
| --------- | ---------------------------------------- | ------------- | -------- | ---------- | ------------ | ----------------------------------------------------------------------------------------- | ----------------------------- | ---------- |
| 3         | De Baan                                  | Bocholtz      | 1853     | 21-09-1964 | Onbekend     | Bij Station Bocholtz. Overweg op 21-09-1964 vervangen door een AKI                        |                               |            |
| 4         | Heiweg                                   | Bocholtz      | 1853     | 22-09-1964 | Onbekend     | Overweg op 22-09-1964 vervangen door een AHOB                                             | 50° 49' 2" NB, 6° 0' 20" OL   |            |
| 5         | Kersboompjesweg*                         | Simpelveld    | 1853     | 20-05-1963 | Nog aanwezig | Vanaf 1963 bedient vanuit Post I (seinhuis). Overweg op 15-12-1989 vervangen door een AKI | 50° 49' 49" NB, 5° 59' 14" OL |            |
| 6         | Sint Nicolaasbergweg*                    | Simpelveld    | 1853     | Onbekend   | Onbekend     |                                                                                           | 50° 49' 50" NB, 5° 58' 26" OL |            |
| 7         | Thelehekker Voetpad*                     | Simpelveld    | 1853     | Onbekend   | 1932         | Overpad middels hekwerk afgesloten                                                        | 50° 49' 41" NB, 5° 57' 56" OL |            |
| 8         | Kelderweg (bedient tevens Nijswillerpad) | Eys           | 1853     | 18-01-1983 | Onbekend     | Overweg vervangen door een AKI                                                            | 50° 49' 19" NB, 5° 56' 44" OL |            |
| 9         | geen                                     | Eys           | 1853     | Onbekend   | Onbekend     | Tussen Wittemerweg en Zwartebrugweg                                                       | 50° 49' 19" NB, 5° 55' 50" OL |            |
| 10        | Aubelder (zandpad)*                      | Wijlre        | 1853     | 23-06-1969 | 1987         |                                                                                           | 50° 49' 40" NB, 5° 54' 27" OL |            |
| 11        | Dikkebuiksweg                            | Wijlre        | 1853     | Onbekend   | Onbekend     |                                                                                           | 50° 49' 52" NB, 5° 54' 1" OL  |            |
| 12        | Elkenraderweg                            | Wijlre        | 1853     | 01-04-1969 | Onbekend     | Vanaf 1969 bedient vanuit Post T (seinhuis).                                              | 50° 50' 5" NB, 5° 53' 49" OL  |            |
| 13        | Holleweg                                 | Schin op Geul | 1853     | 26-05-1972 | Onbekend     | Overweg vervangen door een AKI                                                            | 50° 51' 14" NB, 5° 52' 47" OL |            |
| 15        | Graafstraat*                             | Schin op Geul | 1853     | Onbekend   | Onbekend     |                                                                                           | 50° 51' 28" NB, 5° 51' 45" OL |            |
| 18        | Bosstraat                                | Valkenburg    | 1853     | Onbekend   | Onbekend     |                                                                                           | 50° 52' 21" NB, 5° 49' 27" OL |            |
| 19        | Meersenderweg-Strabekerveldweg*          | Valkenburg    | 1853     | Onbekend   | Onbekend     |                                                                                           | 50° 52' 23" NB, 5° 48' 33" OL |            |
| 22        | Houthemerweg                             | Meerssen      | 1853     | Onbekend   | Onbekend     |                                                                                           | 50° 52' 47" NB, 5° 46' 10" OL |            |
| 26        | Weert                                    | Maastricht    | 1853     | Onbekend   | Onbekend     |                                                                                           | 50° 52' 36" NB, 5° 43' 42" OL |            |
| 27        | Limmelderweg                             | Maastricht    | 1853     | Onbekend   | Onbekend     |                                                                                           | 50° 52' 21" NB, 5° 43' 12" OL |            |